# Terc-Butanol
terc-Butanol (2-metil-2-propanol) je najjednostavniji tercijarni alkohol. On je jedan od četiri izomera butanola. terc-Butanol je prozirna tečnost (ili bezbojna tečnost) sa mirisom sličnog kamforu. On je veoma rastvoran u vodi i meša se sa etanolom i etrom. On je jedinstven među izomerima butanola, jer je obično čvrst na sobnoj temperaturi, sa tačkom topljenja koja je malo iznad 25 °.

## Hemija
Tercijarni alkohol, terc-butanol je stabilniji u pogledu oksidacije i manje je reaktivan od drugih izomera butanola.
Kad se terc-butanol deprotonizuje sa jakom bazom, produkt je alkoksidni anjon. U ovom slučaju, to je terc-butoksid. Na primer, široko korišteni organski reagens kalijum terc-butoksid se priprema reakcijom suvog terc-butanola sa kalijumom.

## Konverzija u alkil halide
terc-Butanol reaguje sa hlorovodonikom da formira terc-butil hlorid i vodu putem  mehanizma.
- Korak 1
- Korak 2
- Korak 3

Sveukupna reakcija je stoga:
Pošto je terc-butanol tercijarni alkohol, relativna stabilnost terc-butil karbokatjona u koraku 2 omogućava  mehanizam. Primarni alkoholi generalno podležu  mehanizmu jer je relativna stabilnost primarnog karbokatjonskog intermedijaar veoma niska. Tercijarni karbokatjon je u ovom slučaju stabilizovan putem hiperkonjugacijek, pri čem susedne C–H sigma veze doniraju elektrone u praznu p-orbitalu karbokatjona.

## Spoljašnje veze
- Internacionalna karta hemijske bezbednosti 0114
- Džepni vodič hemijskih hazarda 0078
- Ekološki zdravstveni kriterijum 65: Butanols: four isomers